# Francesco Vettori
Pour l’article homonyme, voir Francesco Vettori (antiquaire).
Francesco Vettori (né en 1474 et mort en 1539 à Florence) est un ambassadeur de la République florentine auprès de la cour papale du pape Léon X.

## Biographie

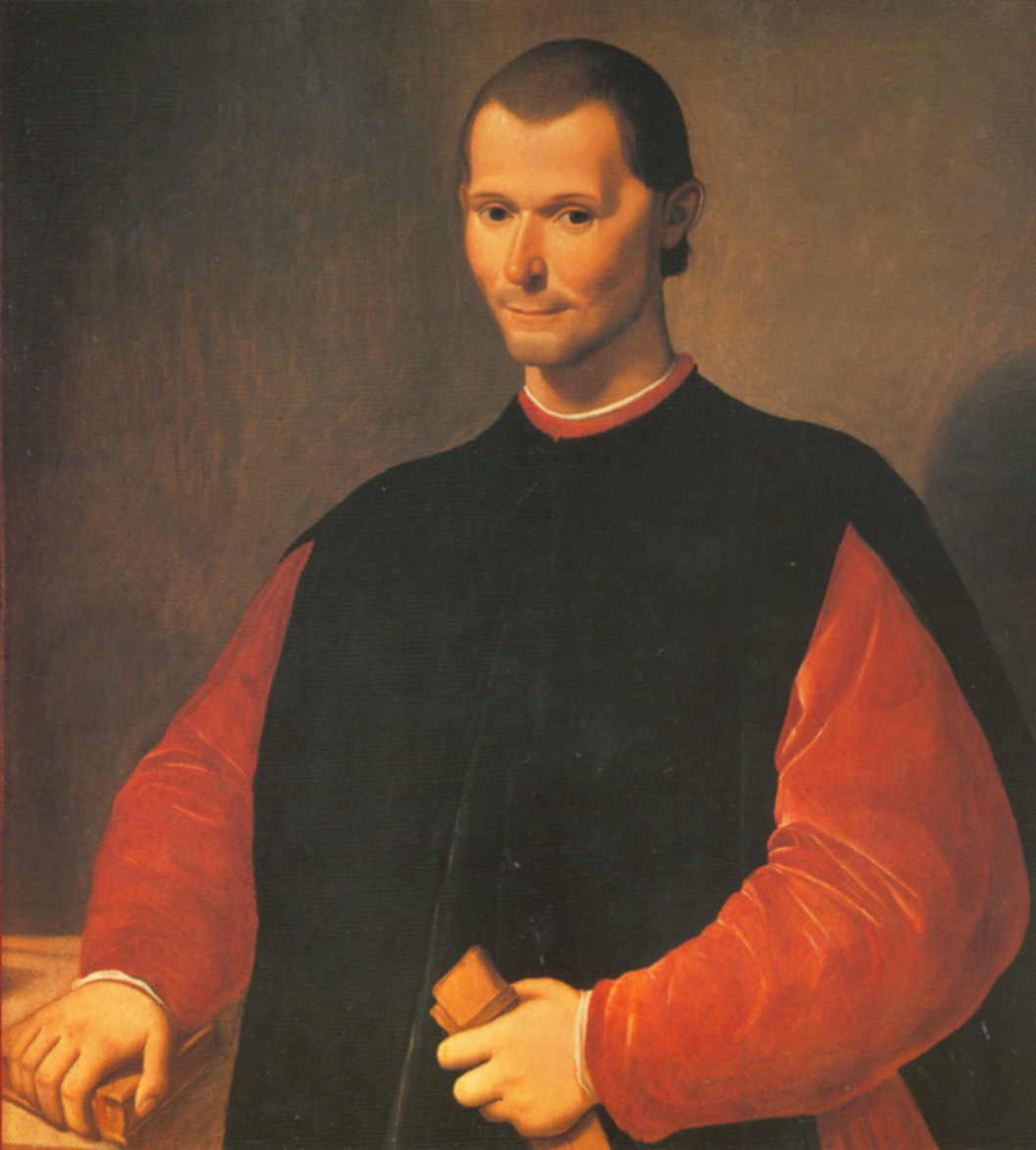
Machiavel par Santi di Tito, au Palazzo Vecchio de Florence.

Issu d'une famille noble florentine, il était ami et conseiller du Pape Clément VII.
Il était un grand ami de Nicolas Machiavel, qui lui a écrit une célèbre lettre (Lettre à Francesco Vettori datée du 10 décembre 1513) décrivant son exil à l'Albergaccio, durant lequel il rédige son ouvrage Le Prince :

« Le soir venu, […] je pénètre dans le sanctuaire antique des grands hommes de l'antiquité […]. Je ne crains pas de m'entretenir avec eux, et de leur demander compte de leurs actions. Ils me répondent avec bonté ; et pendant quatre heures j'échappe à tout ennui, j'oublie tous mes chagrins, je ne crains plus la pauvreté, et la mort ne saurait m'épouvanter ; je me transporte en eux tout entier. Et comme le Dante a dit : Il n'y a point de science si l'on ne retient ce qu'on a entendu, j'ai noté tout ce qui dans leurs conversations, m'a paru de quelque importance, j'en ai composé un opuscule de Principatibus, dans lequel j'aborde autant que je puis toutes les profondeurs de mon sujet, recherchant quelle est l'essence des principautés, de combien de sortes il en existe, comment on les acquiert, comment on les maintient, et pourquoi on les perd. »

Mais, dans cette même lettre, il annonce que le travail n'est pas encore fini.

## Publications
- Francesco Vettori, Écrits historiques et politiques, édité par Enrico Niccolini, Bari, Laterza & sons, 1972.